# 萨穆埃尔·克莱因施密特

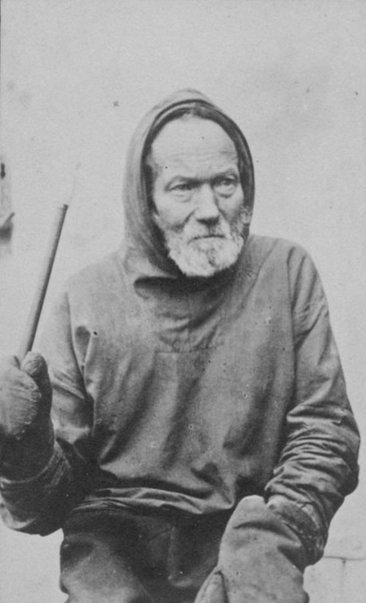
薩穆埃爾·克萊因施密特

萨穆埃尔·彼得鲁斯·克莱因施密特 (Samuel Petrus Kleinschmidt ，1814年2月27日 - 1886年2月9日) 是一位生于格陵兰的德国/丹麦传教士以及语言学家，他父母是摩拉维亚弟兄会传教士，其父来自德国上多尔拉，其母来自丹麦斯楚厄市鎮。他年輕時在德国萨克森上学，他于1841年返回格陵兰。1859 年，他离开摩拉维亚弟兄会，加入丹麥國教會。他还将《圣经》的大部分内容翻译成了格陵兰语。